# Croton yunnanensis
Croton yunnanensis là một loài thực vật có hoa trong họ Đại kích. Loài này được W.W.Sm. mô tả khoa học đầu tiên năm 1921.